# Lonchaea nudifemorata
Lonchaea nudifemorata är en tvåvingeart som beskrevs av Malloch 1914. Lonchaea nudifemorata ingår i släktet Lonchaea och familjen stjärtflugor. Inga underarter finns listade i Catalogue of Life.